# 高知県幼稚園一覧
高知県幼稚園一覧（こうちけんようちえんいちらん）は、高知県の幼稚園の一覧。

## 国立幼稚園
- 高知大学教育学部附属幼稚園

## 公立幼稚園

### 高知市
- 高知市立かがみ幼稚園
- 高知市立土佐山幼稚園

### 南国市
- 南国市立たちばな幼稚園

### 香南市
- 香南市立香我美幼稚園
- 香南市立野市幼稚園
- 香南市立東幼稚園
- 香南市立夜須幼稚園

### 安芸郡
- 奈半利町立奈半利幼稚園
- 田野町立田野幼稚園
- 芸西村立芸西幼稚園

### 吾川郡
- いの町立脇ノ山幼稚園
- いの町立枝川幼稚園
- いの町立伊野幼稚園
- いの町立下八川幼稚園
- いの町立小川幼稚園
- いの町立上八川幼稚園
- いの町立越裏門幼稚園
- 仁淀川町立池川幼稚園

### 高岡郡
- 四万十町立田野々幼稚園
- 越知町立越知幼稚園
- 檮原町立四万川幼稚園
- 檮原町立越知面幼稚園
- 檮原町立西川幼稚園
- 檮原町立梼原幼稚園
- 津野町立郷幼稚園
- 津野町立船戸幼稚園
- 津野町立中央幼稚園
- 津野町立葉山幼稚園

## 私立幼稚園
- 高知学園短期大学附属高知幼稚園
- 高知聖園幼稚園
- あたご幼稚園
- 清和幼稚園
- 若草幼稚園
- 杉の子幼稚園
- 杉の子第2幼稚園
- 桜井幼稚園
- みかづき幼稚園
- みかづき第二幼稚園
- 杉の子せと幼稚園
- 芸術学園幼稚園
- もみのき幼稚園
- 高須幼稚園
- 高須第2幼稚園
- くるみ幼稚園
- みさと幼稚園
- 一宮幼稚園
- 高知聖母幼稚園
- 海の星幼稚園
- 土佐山田幼稚園
- 第二土佐山田幼稚園
- フレンド幼稚園
- 土佐幼稚園
- 中村幼稚園
- 宿毛幼稚園
- しみず幼稚園
- へいわ幼稚園
- ひまわり幼稚園
- あとむ幼稚園